# Урсула фон Бранденбург (1488 – 1510)
Вижте пояснителната страница за други личности с името Урсула фон Бранденбург.
Урсула фон Бранденбург (на немски: Ursula von Brandenburg; * 17 октомври 1488, Берлин; † 18 септември 1510, Гюстров) от род Хоенцолерн, е принцеса от Бранденбург и чрез женитба херцогиня на Мекленбург.

## Живот
Тя е най-малката дъщеря на курфюрст Йохан Цицерон (1455 – 1499) и съпругата му Маргарета Саксонска (1449 – 1501), дъщеря на херцог Вилхелм III от Саксония и Анна Австрийска. По-малка сестра е на курфюрст Йоахим I Нестор фон Бранденбург и Анна, омъжена през 1502 г. за крал Фридрих I от Дания.
Урсула се омъжва на 12 декември 1505 г. за херцог Хайнрих V фон Мекленбург (1479 – 1552). Тя е първата му съпруга. Урсула умира след три години през 1510 г. в Гюстров, малко след раждането на третото ѝ дете. Погребана е заедно с нейния син в гробната капела на катедралата на Доберан.

## Деца
Урсула и Хайнрих V фон Мекленбург имат децата:
- София (1508 – 1541), ∞ херцог Ернст I фон Брауншвайг-Люнебург (1497 – 1546)
- Магнус III (1509 – 1550), херцог на Мекленбург-Шверин, администратор на епископство Шверин, от 1532 епископ на Шверин, ⚭ 1543 принцеса Елизабет Датска (1524 – 1586)
- Урсула (1510 – 1586), абатиса в манастир Рибнитц.